# Kerény (keresztnév)
A Kerény régi magyar személynév, ami a latin Quirinus névből származik. Ez a név a latin quiris szóból ered, aminek a jelentése: lándzsás. Mars isten nevének állandó jelzője volt.

## Gyakorisága
Az 1990-es években szórványos név, a 2000-es években nem szerepel a 100 leggyakoribb férfinév között.

## Névnapok
- április 4.[2]
- június 4.[2]